# 帕斯文卡河
帕斯文卡河是波蘭的河流，位於該國北部，河道全長210公里，流域面積2,295平方公里，發源自奧爾什蒂內克附近，最終注入維斯圖拉潟湖，河畔城鎮有布拉涅沃。
54°25′52″N 19°44′47″E / 54.4311°N 19.7464°E